# Портреты Рафаэля

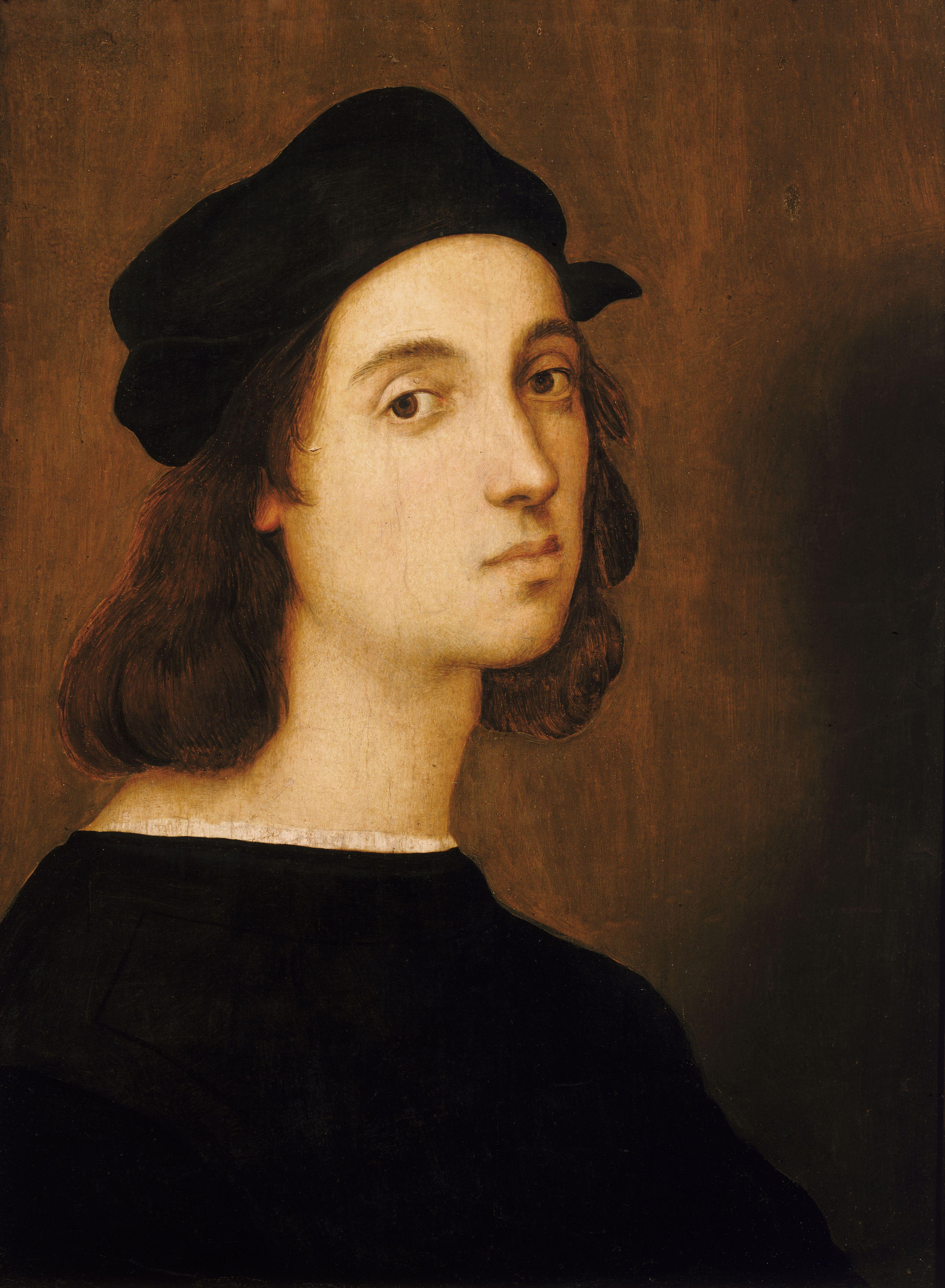
Автопортрет в возрасте 23 лет

Из портретного творчества Рафаэля Санти (1483-1520) сохранилось не более 20 произведений, бесспорно принадлежащих его кисти. Их львиная доля остаётся в Италии, в галереях Питти и Уффици. Атрибуция Рафаэлю портретов, созданных ранее 1505 года, за исключением так называемого портрета Пьетро Бембо, остаётся предметом острых споров. Эти суховатые, довольно скованные работы приписывают также кисти Перуджино, Франческо Франча, Лоренцо ди Креди, Ридольфо Гирландайо и других тосканских художников.
После переезда во Флоренцию в 1504 году художник подпадает под мощное влияние Леонардо да Винчи. Принципиально новыми для портретного жанра стали его работы 1510-х годов, повлиявшее на многие поколения художников вплоть до Давида и Энгра. Портреты римского периода, изображающие приближённых папы Юлия II и его самого, наполнены глубоким психологизмом. Художник ищет и находит новые пути приближения к внутреннему миру модели. Он отказывается от пейзажного фона, чтобы сосредоточить всё внимание на фигуре. Неповторимая индивидуальность каждого портретируемого гармонирует с возвышенным, идеализированным представлением о человеке, свойственным Высокому Возрождению. Живописные решения отличаются тонким благородством, композиции безупречно уравновешены.
Вершиной портретной живописи Рафаэля принято считать луврский портрет его друга Бальдассаре Кастильоне (1515), который вызывал восхищение таких знатоков, как Рубенс и Рембрандт. После оригинально трактованного портрета Льва X в окружении родственников (1518) в продукции мастерской Рафаэля возрастает вклад учеников, и в первую очередь Джулио Романо. Поздние работы, которые приписываются Рафаэлю, отмечены непривычной для него холодностью, декоративной усложнённостью и вычурностью красочных сочетаний — признаками наступления эпохи маньеризма.
Отдельными цветами выделены:
 Работы, атрибуция которых Рафаэлю вызывает споры.
 Работы, которые считаются утраченными.

## Созданные в Перудже
| Изображение | Название                                                 | Дата          | Техника | Основа | Размеры, см. | Страна  | Город     | Место хранения                 |
| ----------- | -------------------------------------------------------- | ------------- | ------- | ------ | ------------ | ------- | --------- | ------------------------------ |
|             | Портрет неизвестного (часто приписывается Перуджино)     | ок. 1503-04   | масло   | доска  | 45×31        | Италия  | Флоренция | Уффици                         |
|             | Портрет Перуджино (часто приписывается Лоренцо ди Креди) | ок. 1504      | масло   | доска  | 57×42        | Италия  | Флоренция | Уффици                         |
|             | Портрет неизвестного                                     | ок. 1503-1504 | масло   | доска  | 47×37        | Австрия | Вена      | Коллекция Лихтенштейнов        |
|             | Портрет юноши (Пьетро Бембо)                             | ок. 1504      | масло   | доска  | 54x39        | Венгрия | Будапешт  | Музей изобразительных искусств |

## Созданные во Флоренции
| Изображение | Название                                       | Дата        | Техника | Основа | Размеры, см. | Страна | Город     | Место хранения                    |
| ----------- | ---------------------------------------------- | ----------- | ------- | ------ | ------------ | ------ | --------- | --------------------------------- |
|             | Эмилия Пиа де Монтефельтро                     | ок. 1504-05 | масло   | доска  | 58×36        | США    | Балтимор  | Балтиморский художественный музей |
|             | Елизавета Гонзага                              | ок. 1504-05 | масло   | доска  | 53×37        | Италия | Флоренция | Уффици                            |
|             | Гвидобальдо Монтефельтро                       | ок. 1506    | масло   | доска  | 69×52        | Италия | Флоренция | Уффици                            |
|             | Юноша с яблоком (Франческо Мария делла Ровере) | ок. 1505    | масло   | доска  | 47x35        | Италия | Флоренция | Уффици                            |
|             | Дама с единорогом                              | ок. 1505-06 | масло   | доска  | 65×51        | Италия | Рим       | Галерея Боргезе                   |
|             | Беременная                                     | ок. 1505-06 | масло   | доска  | 66×52        | Италия | Флоренция | Палаццо Питти                     |
|             | Немая                                          | ок. 1507    | масло   | доска  | 64x48        | Италия | Урбино    | Национальная галерея Марке        |
|             | Аньоло Дони                                    | ок. 1506    | масло   | доска  | 65x45        | Италия | Флоренция | Палаццо Питти                     |
|             | Маддалена Строцци                              | ок. 1506    | масло   | доска  | 63×45        | Италия | Флоренция | Палаццо Питти                     |
|             | Портрет неизвестного                           | ок. 1506    | темпера | доска  | 42×33        | США    | Глен-Фолс | Коллекция Хайдов                  |
|             | Автопортрет                                    | ок. 1506    | масло   | доска  | 47,5×33      | Италия | Флоренция | Уффици                            |

## Созданные в Риме
|  | Название                                                  | Дата        | Техника | Основа | Размеры, см. | Страна         | Город                       | Место хранения                                                        |
|  | --------------------------------------------------------- | ----------- | ------- | ------ | ------------ | -------------- | --------------------------- | --------------------------------------------------------------------- |
|  | Алессандро Фарнезе                                        | ок. 1509-11 | масло   | доска  | 132×86       | Италия         | Неаполь                     | Музей Каподимонте                                                     |
|  | Франческо Алидози (?)                                     | ок. 1510-11 | масло   | доска  | 79×61        | Испания        | Мадрид                      | Прадо                                                                 |
|  | Юлий II                                                   | 1511        | масло   | доска  | 108×81       | Великобритания | Лондон (копия в Уффици)     | Лондонская Национальная галерея                                       |
|  | Федра Ингирами                                            | ок. 1514-16 | масло   | доска  | 90x62        | Италия         | Флоренция (копия в Бостоне) | Палаццо Питти                                                         |
|  | Кардинал Биббьена                                         | ок. 1516    | масло   | доска  | 76×107       | Италия         | Флоренция                   | Палаццо Питти                                                         |
|  | Джулиано Медичи                                           | ок. 1514-15 | масло   | доска  | 83×66        | США            | Нью-Йорк (копия)            | Музей Метрополитен                                                    |
|  | Портрет молодого человека                                 | ок. 1513-14 | масло   | доска  | 72×56        | Польша         | Краков (пропала в 1945 г.)  | Собрание Чарторыйских                                                 |
|  | Биндо Альтовити                                           | ок. 1515    | масло   | доска  | 59,7×43,8    | США            | Вашингтон                   | Национальная галерея искусства                                        |
|  | Бальдассаре Кастильоне                                    | ок. 1514-15 | масло   | доска  | 82×67        | Франция        | Париж                       | Лувр                                                                  |
|  | Дама с покрытой головой                                   | ок. 1516    | масло   | доска  | 85x64        | Италия         | Флоренция                   | Палаццо Питти                                                         |
|  | Андреа Наваджеро и Агостино Беаццано                      | ок. 1516    | масло   | холст  | 74×107       | Италия         | Рим                         | Галерея Дориа-Памфили                                                 |
|  | Автопортрет с другом                                      | 1500-1525   | масло   | холст  | 99×83        | Франция        | Париж                       | Лувр                                                                  |
|  | Портрет Льва X с кардиналами Джулио Медичи и Луиджи Росси | 1518        | масло   | доска  | 155,2×118,9  | Италия         | Флоренция                   | Уффици                                                                |
|  | Портрет Лоренцо Медичи                                    | 1519        | масло   | доска  | 97×79        | ?              | ?                           | частная коллекция (продан на Кристис в 2007 г покупателю по телефону) |

#### При участииДжулио Романо
| Изображение | Название                               | Дата        | Техника | Основа                      | Размеры, см. | Страна  | Город     | Место хранения                            |
| ----------- | -------------------------------------- | ----------- | ------- | --------------------------- | ------------ | ------- | --------- | ----------------------------------------- |
|             | Изабелла Рекесенс (Иоанна Арагонская?) | ок. 1518    | масло   | перенесено с доски на холст | 120x95       | Франция | Париж     | Лувр                                      |
|             | Портрет юноши                          | ок. 1518-19 | масло   | доска                       | 44×99        | Испания | Мадрид    | Музей Тиссена-Борнемисы                   |
|             | Портрет девушки                        | ок. 1518-19 | масло   | доска                       | 60×40        | Франция | Страсбург | Музей изобразительного искусства          |
|             | Форнарина                              | ок. 1518-19 | масло   | доска                       | 85×60        | Италия  | Рим       | Национальная галерея старинного искусства |
|             | Женская головка                        | ок. 1520    | масло   | доска                       | 35×30        | Италия  | Модена    | Галерея Эстенсе                           |